# 鄭寶鴻
鄭寶鴻（CHENG Po Hung）1940年代末出生，是香港歷史愛好者，錢幣、郵票、歷史圖片及明信片等的有名收藏家，對香港殖民地時期、日治時期百年歷史、文化，地方誌等有專家級的認識。
他憶述自己的知識來源是來自從小養成的收藏習慣，最早由他小學時期收到信件上的一枚精美女皇頭香港郵票開始。藏品除郵票、舊鈔、明信片外，更有中國銀錠；往後日子，在收集之餘也勤於到圖書館翻查舊報紙尋找其報道或紀錄，從而了解並豐富歷史知識；他在上環永吉街一商業大廈內開設郵票錢幣公司。

## 公職
- 香港歷史博物館 名譽顧問
- 香港文化博物館 名譽顧問
- 香港大學美術博物館 名譽顧問
- 香港錢幣研究會 副會長兼義務秘書
- 香港郵票錢幣商會 副會長
- 香港收藏家協會 名譽顧問

## 著作
- 《香江道貌：香港的早期電車路風光》，香港大學美術博物館 ISBN 9789628038398
- 《香江風月：香港的早期娼妓場所》，香港大學美術博物館 ISBN 9789628038336
- 《香江知味：香港的早期飲食場所》，香港大學美術博物館 ISBN 9789628038534
- 《香江騁懷：香港的早期交通》，香港大學美術博物館 ISBN 9789628038862
- 《香江冷月：香港的日治時代》、香港大學美術博物館 ISBN 9789628038657
- 《香江九龍》，香港大學美術博物館 ISBN 9789628038008
- 《香江半島：香港的早期九龍風光》，香港大學美術博物館 ISBN 9789628038824
- 《港島街道百年》，三聯書店（香港） ISBN 9789620416880
- 《港島街道百年（英文版）》三聯書店（香港） ISBN 9789620420405
- 《九龍街道百年》，三聯書店（香港），與佟寶銘合著 ISBN 9789620417931
- 《新界街道百年》，三聯書店（香港） ISBN 9789620418938
- 《圖片香港貨幣》，三聯書店（香港） ISBN 9789620413155
- 《圖片香港首日封和集郵藏品》，三聯書店（香港） ISBN 9789620413797
- 《香港明信片精選（1940's-1970's）》，三聯書店（香港） ISBN 9789620413360
- 《圖片香港郵票》，三聯書店（香港） ISBN 9789620413780
- 《百年香港中式飲食》，經緯文化 ，ISBN 9789881678249
- 《百年香港慶典盛事》，經緯文化 ，ISBN 9789881262639
- 《百年香港華人娛樂》，經緯文化 ，ISBN 9789881262523
- 《觸景生情：幾代香港人的生活記憶》，中和出版 ，ISBN 9789888466191

## 外部参考
- 香港電台：星聲相識 — 鄭寶鴻1 （页面存档备份，存于） 或 星聲相識 — 鄭寶鴻1 或 星聲相識 — 鄭寶鴻1 （页面存档备份，存于） 或 星聲相識 — 鄭寶鴻1 （页面存档备份，存于） 或 星聲相識 （页面存档备份，存于） 或 星聲相識 （页面存档备份，存于）
- 香港電台：星聲相識 — 鄭寶鴻2 （页面存档备份，存于） 或 星聲相識 — 鄭寶鴻2 或 星聲相識 — 鄭寶鴻2 （页面存档备份，存于） 或 星聲相識 — 鄭寶鴻2 （页面存档备份，存于） 或 星聲相識 （页面存档备份，存于） 或 星聲相識 （页面存档备份，存于）
- 香港電台：星聲相識 — 鄭寶鴻3 （页面存档备份，存于） 或 星聲相識 — 鄭寶鴻3 或 星聲相識 — 鄭寶鴻3 （页面存档备份，存于） 或 星聲相識 — 鄭寶鴻3 （页面存档备份，存于） 或 星聲相識 （页面存档备份，存于） 或 星聲相識 （页面存档备份，存于）
- 香港電台：星聲相識 — 鄭寶鴻4 （页面存档备份，存于） 或 星聲相識 — 鄭寶鴻4 或 星聲相識 — 鄭寶鴻4 （页面存档备份，存于） 或 星聲相識 — 鄭寶鴻4 （页面存档备份，存于） 或 星聲相識 （页面存档备份，存于） 或 星聲相識 （页面存档备份，存于）
- 文匯報：鄭寶鴻 戲院定情 皇后難舍 （页面存档备份，存于）
- 電子明周：鄭寶鴻談風月照
- 星島日報：明信片專家鄭寶鴻 郵歷小香港
- 無綫翡翠台及高清翡翠台：今日VIP第545集 2011年3月11日 訪問人物：鄭寶鴻